# 張鳴鳳 (上海)
張鳴鳳（1465年—？），字世祥，直隸松江府上海縣人，民籍，明朝官员。

## 生平
弘治八年（1495年）乙卯科應天府鄉試第四十二名舉人。弘治九年（1496年）中式丙辰科會試第一百二十二名，三甲第三十一名進士。授直隶三河县知县。

## 家族
曾祖張述；祖父張紹，監生、贈刑部主事；父張黼，刑部員外郎。母尹氏（贈安人）；瞿氏（封安人）。兄鳴鸞、弟鳴鶴。